# Acraspisa handschini
Acraspisa handschini är en tvåvingeart som först beskrevs av Frey 1934.  Acraspisa handschini ingår i släktet Acraspisa och familjen stilettflugor. Inga underarter finns listade i Catalogue of Life.